# Seznam osebnosti iz Občine Šempeter - Vrtojba
Seznam osebnosti iz Občine Šempeter - Vrtojba vsebuje osebnosti, ki so se tu rodile, delovale ali umrle.

## Religija
- Janez Gorkič, duhovnik in salezijanec (1907, Vrtojba – 1990, Lanuvio)
- Marko Polig, duhovnik  (1619, Vrtojba – 1669, Gorica)
- Bernardin Godnič, duhovnik, ki je 30 let deloval v Vrtojbi (1914, Komen – 1977, Vrtojba)
- Kazimir Humar, duhovnik, doktor teologije, publicist in kulturni delavec (1915, Vrtojba – 2001)
- Jožef Korošak, pater Bruno, frančiškan, nabožni pisatelj, poliglot, profesor (1920, Maribor – 2015, Šempeter pri Gorici)
- Viktor Kos, duhovnik (1899, Podmelec – 1987, Šempeter pri Gorici)
- Jožko Kragelj, publicist, pisatelj, duhovnik, prevajalec, kot župnik služboval v Vrtojbi v letih 1977–1979 (1919, Most na Soči)
- Mirko Brumat, narodni delavec, publicist, duhovnik, teolog (1897, Šempeter pri Gorici – 1950, Šempeter pri Gorici)
- Alfonz Berbuč, nabožni pisec, cerkveni organizator, duhovnik (1892, Kanal – 1957, Šempeter pri Gorici)
- Catta Hieronim, prvi goriški arhidiakon, duhovnik (neznano  – 1589, Šempeter pri Gorici)
- Matej Cerniz, duhovnik, cerkveni govornik, pridigar, teolog (1752, Šempeter pri Gorici – 1837, Gorica)
- Silvester Česnik, duhovnik in misijonar (1941, Lokavec – 2006, Šempeter pri Gorici)
- Alojz Filipič, duhovnik, naravoslovec (1888, Ravnica – 1963, Šempeter pri Gorici)
- Jožef Cusani, nabožni pisatelj (1702, Šempeter pri Gorici – neznano)
- Franc Rupnik, zgodovinar, duhovnik (1924, Zalog pri Črnem Vrhu – 2004, Šempeter pri Gorici)

## Šport
- Primož Bačar, košarkar (1968, Šempeter pri Gorici)
- Bojan Đukić, nogometaš (1986, Šempeter pri Gorici)
- Valter Birsa, nogometaš (1986, Šempeter pri Gorici)
- Tim Matavž, nogometaš (1989, Šempeter pri Gorici)
- Tomaž Bolčina, košarkar (1994, Šempeter pri Gorici)
- Gregor Jerončić, odbojkaš (1974, Šempeter pri Gorici)
- Pavel Bone, kajakaš na divjih vodah, izdelovalec čolnov (1932, Bate – 1998, Šempeter pri Gorici)
- Luka Božič, kanuist, kajakaš (1991, Šempeter pri Gorici)
- Peter Podgornik, alpinist, živi in deluje v Šempetru pri Gorici (1958, Postojna)
- Miha Perat, plesni učitelj, tekmovalni plesalec, podjetnik, špotnik (1987, Šempeter pri Gorici)
- Miro Perat, plesni učitelj, tekmovalni plesalec, podjetnik, športnik (1975, Šempeter pri Gorici)

## Umetnost
- Rafael Nemec, akademski slikar in restavrator (1914, Vrtojba – 1993, Šempeter pri Gorici)
- Franc Faganel, restavrator (1903, Vrtojba – 1977, Vrtojba)
- Maks Fabiani, arhitekt, urbanist, izumitelj, profesor, slikar, filozof in pisatelj, pustil svoj pečat tudi v Šempetru (1865, Kobdilj – 1962, Gorica)
- Ivan Filli, slikar (1923, Tolmin – 1973, Šempeter pri Gorici)
- Mirt Komel, filozof, pisatelj, prevajalec (1980, Šempeter pri Gorici)
- Silvester Komel, akademski slikar, od 1968–80 deloval kot likovni pedagog na osnovni šoli v Šempetru pri Gorici (1931, Rožna Dolina – 1983, Rožna Dolina)
- Vinko Korošak, publicist, pisatelj (1934, Okoslavci), živi v Šempetru pri Gorici
- Negovan Nemec, akademski kipar, naredil kip diverzantom v Šempetru pri Gorici (1947, Bilje – 1987, Ljubljana)
- Vincenc Lapanja, rezbar, slikar samouk, poslikal cerkev v Šempetru pri Gorici (1886, Ponikve – 1966, Spodnja Idrija)
- Tone Kralj, kipar, slikar in grafik, poslikal cerkev v Vrtojbi (1900, Zagorica – 1975, Spodnja Idrija)
- Hubert Bergant, orglist, cembalist, glasbeni pedagog (1934, Kamnik – 1999, Šempeter pri Gorici)
- Metka Cotič, filozofinja, umetnostna zgodovinarka, pisateljica (1957, Šempeter pri Gorici)
- Radoš Bolčina, igralec (1965, Šempeter pri Gorici)
- Marjan Bažato, fotograf (1955, Jesenice – 1996, Hum)
- Ivan Rob, pesnik, pisatelj, prevajalec in satirik, osnovno šolo obiskoval v Šempetru pri Gorici in ta je danes poimenovana po njem (1908, Trst – 1943, Velika Ligojna)
- Ivan Primožič, slikar, restavrator (1898, Srpenica – 1971, Šempeter pri Gorici)
- Rudi Šturm, akademski slikar (1926, Vrsno – 1982, Šempeter pri Gorici)
- Slavko Furlan, akademski slikar (1952, Šempeter pri Gorici – 2007, Šempeter pri Gorici)

## Pravo, uprava in politika
- Jordan Gorjan, politični delavec (1896, Vrtojba – 1960, Sežana)
- Ivan Mermolja, politik, eden od soustanoviteljev Slovenske kmetske stranke na Goriškem (1875, Vrtojba – 1943, Nemška vas, Ribnica)
- Eva Irgl, poslanka, televizijska voditeljica, kolumnistka, političarka (1976, Šempeter pri Gorici)
- Franc Coronini, grof, politik, deželni glavar (1833, Gorica – 1901, Šempeter pri Gorici)
- Anton Domicelj, politik, publicist, duhovnik (1834, Zagorje – 1892, Šempeter pri Gorici)
- Borut Pahor, politik, predsednik Republike Slovenije, nekdanji predsednik vlade, odraščal v Šempetru pri Gorici (1963, Postojna)
- Franc Jožef I., avstrijski cesar, ogrski kralj, otroški prijatelj Franca Coroninija, ki ga je štirikrat obiskal v Coroninijevem dvorcu v Šempetru pri Gorici (1830, Dunaj – 1916, Dunaj)

## Vojska
- Ulisse Scarpetta, vojak (1887, Piacenza – 1917, Vrtojba)

## Znanost in tehnika
- Antonio Abetti, matematik, inženir in astronom (1846, Šempeter pri Gorici – 1928, [[Arcetri]])
- Aleš Nemec, strojni inženir in gospodarstvenik (1944, Vrtojba – avgust 2010)

## Gospodarstvo
- Anton Obizzi, lastnik prve slovenske tiskarne v Gorici (1843, Vrtojba – 1916, Gorica)
- Franc Pegan, agronom, gospodarski organizator, pokopan v Šempetru pri Gorici (1897, Gabrje – 1973, Pristava)
- Evgen Arčon, sadjar (1908, Volčja Draga – 1979, Šempeter pri Gorici)
- Alojz Bizjak, sadjar (1904, Šempeter pri Gorici – neznano)

## Humanistika
- Franc Gorkič, narodni in kulturni delavec, urednik ter zaslužni čitalničar (1888, Vrtojba – 1972, Vrtojba)
- Slavko Humar, komercialist (1924, Vrtojba)
- Janez Boštjančič, publicist (1844, Vrtojba – 1892)
- Ana Geršak, literarna kritičarka, urednica, prevajalka (1983, [[Šempeter pri Gorici])
- Ivan Jermol, kulturni delavec (1932, Tolmin – 2003, Šempeter pri Gorici)
- Tino Mamić, novinar, urednik, zgodovinar (1972, Šempeter pri Gorici)
- Stanislav Bačar, bibliofil, ključavničar (1938, Ljubljana – 2012, Šempeter pri Gorici)
- Nace Novak, novinar (1971, Šempeter pri Gorici)
- Anton Vuk, zadružnik in prosvetni delavec (1883, Miren – 1967, Šempeter pri Gorici)
- Janko Kralj, družbenopolitični delavec in urednik (1916, Šentjur – 1979, Šempeter pri Gorici)
- Jan Ciglenečki, filozof (1980, Šempeter pri Gorici)
- Zdravko Valentin Jelinčič, pesnik in strokovni pisatelj, nekaj let služboval v Šempetru pri Gorici (1921, Črni vrh)
- Joško Žigon, kulturni delavec, računovodja (1900, Zagrajec – 1981, Vrtojba)
- Jože Srebrnič, grafik in esperantist (1902, Solkan – 1992)
- Egon Pelikan, zgodovinar (1963, Šempeter pri Gorici)
- Renato Podbersič, zgodovinar (1971, Šempeter pri Gorici)

## Zdravstvo
- Jože Andlovic, aplinist, gorski reševalec, deloval kot kirurg specialist v splošni bolnišnici v Šempetru (1923, Ljubljana – 2011, Gradišče nad Prvačino)
- Marija Jamšek, lekarnarica (1903, Ajdovščina – 1990, Šempeter pri Gorici)
- Franc - Radko Jerčič, zdravnik, ginekolog, porodničar (1914, Dobravlje, Ajdovščina – 2007, Šempeter pri Gorici)
- Milan Miklavčič, psihiater, poučeval na srednji medicinski šoli v Šempetru pri Gorici (1920, Ljubljana – 1990, Rakek)
- Franc Derganc, kirurg, ortoped, medicinski pisec, po lastni želji pokopan v Šempetru pri Gorici, po njem se tudi imenuje tamkajšnja bolnišnica (1911, Ljubljana – 1973, Ljubljana)
- Marjan Koršič, zdravnik, ortoped (1920, Gorica – 1988, Šempeter pri Gorici)
- Vasja Klavora, kirurg (1936, Ljubljana)
- Patricija Peršolja, pisateljica, logopedinja, surdopedagoginja (1967, Šempeter pri Gorici)
- Jožef Valentinčič, zdravnik, tigrovec, deloval v šempetrski bolnišnici (1915, Kozaršče – 1989, Nova Gorica)

## Šolstvo
- Štefan Kemperle, folklorist, učitelj, služboval kot kaplan v Šempetru v letih 1757-1761 (okoli 1729, predvidoma v Hudajužna – 1789, Gorica)
- Franjo Klavora, šolnik, posvetni delavec (1899, Bovec – 1990, Šempeter pri Gorici)
- Ivan Kosovel, filozof, profesor, docent na fakulteti (1952, Ljubljana – 2000, Šempeter pri Gorici)
- Vekoslav Mlekuž, urednik, učitelj (1898, Bovec – 1974, Šempeter pri Gorici)
- Stanko Murovec, učitelj, kulturni delavec (1906, Podmelec – 1982, Šempeter pri Gorici)
- Andrej Žnidarčič, narodni buditelj, šolnik, duhovnik (1835, Gradišče nad Prvačino – 1913, Šempeter pri Gorici)
- Josip Balič, učitelj, kulturni zgodovinar (1854, Šempeter pri Gorici – 1933, Ljubljana)
- Vinko Černic, učitelj, urednik, založnik, zborovodja in narodni buditelj (1845, Šempeter pri Gorici – 1886, Šempeter pri Gorici)
- Franjo Klavora, šolnik, posvetni delavec (1899, Bovec – 1990, Šempeter pri Gorici)
- Ana Toroš, univerzitetna profesorica, pesnica, raziskovalka (1978, Šempeter pri Gorici)